# Bindu (actrice)
Pour les articles homonymes, voir Bindu.
Bindu Nanubhai Desai, plus connue sous le nom de scène Bindu (née le 17 janvier 1951), est une actrice du cinéma indien qui était populaire dans les années 1970. Elle a joué dans plus de 160 films au cours d'une carrière qui s'étend sur quatre décennies et a été nommée sept fois aux Filmfare Awards. Elle est surtout connue pour son rôle de Shabnam dans Kati Patang (1970) et pour ses films avec Prem Chopra.
Bindu fait ses débuts au cinéma, en 1962, dans son premier film, Anpadh (en), dans le rôle de Kiran. En 1969, elle joue dans Ittefaq (en) dans le rôle de Renu puis dans Do Raaste (en) celui de Neela. Les deux films sont des succès au box-office et Bindu reçoit ses premières nominations pour un Filmfare Award pour ses performances dans ces deux films. En 1973, Bindu joue le rôle de Chitra dans Abhimaan (en). Le film est un nouveau succès au box-office, ce qui témoigne de la crédibilité de Bindu à l'époque. Sa performance dans le film lui vaut d'être nommée pour la quatrième fois à un Filmfare Award. Puis, en 1974, elle joue dans les films Hawas (en) (Kamini) et Imtihan (en) (Rita). Les deux films sont des succès commerciaux et Bindu reçoit deux autres nominations aux Filmfare. En 1976, elle joue le rôle de Sarla dans Arjun Pandit (en) et reçoit sa dernière nomination pour un Filmfare Award.